# Huliganism
Huliganismul este o acțiune de tulburare a ordinii și moralei publice prin manifestări brutale, de vandalism, care denotă  lipsă de cuviință, bun simț sau de respect față de regulile de conviețuire socială.
Huliganismul înseamnă ultraj contra bunelor moravuri și tulburare a liniștii publice.
Fenomenul este din păcate destul de frecvent prezent la întruniri sportive, în special pe stadioane sau pe stradă cu ocazia meciurilor de fotbal. După o demonstrație antitotalitară, sub acuzația de huliganism au fost arestați câțiva membri ai formației feministe de rock, Pussy Riot din Moscova.  Rusia a deschis o anchetă pentru "huliganism" împotriva unui artist rus care și-a bătut în cuie organele genitale între pavelele din Piața Roșie, a anunțat vineri poliția din Moscova. 
Aceleași acuzații au fost aduse în 2012 și tinerelor din trupă Pussy Riot. 
Dacă va fi găsit vinovat, Piotr Pavlenski riscă cel mult cinci ani de închisoare, relatează Le Parisien. 
Duminica la data 17 noiembrie 2013, ora 09:58, acesta s-a dezbrăcat complet și și-a bătut un cui mare prin scrot, după cum arată imaginile difuzate pe Internet. 
De asemenea acuzațiile autorităților ruse au considerat acte de huliganism acțiunea membrilor echipajului Greenpeace, care au protestat contra forărilor executate de Rusia în Oceanul Arctic.

## Istoric
Termenul de huligan a început probabil să figureze la începutul sec. XIX în rapoartele oficiale ele poliției londoneze. După una din versiuni în Londra trăia un oarecare Patrik Hooligan, care era membru a unei bande din Irlanda. După alta, el avea familia Hooley (din irlandeză - petrecere alcoolică destrăbălată) și era conducătorul unei bande (engl. gang) - Hooley gang.

## Filme despre huliganism
- A Clockwork Orange (1971)
- Awaydays (2009)
- Cass (2008)
- The Firm (1988)
- The Firm (2009)
- The Football Factory (2004)
- Green Street (2005)
- Green Street 2: Stand Your Ground (2009)
- Green Street 3: Never Back Down (2013)
- I.D. (1995)
- The Incident (1967)
- The Mask (1994)
- Rise of the Footsoldier (2007)
- Trumped (2009)